# Herbert Hainer
Herbert Hainer (* 3. Juli 1954 in Dornwang bei Dingolfing) ist ein deutscher Manager und Sportfunktionär. Er war von 2001 bis 2016 Vorstandsvorsitzender (CEO) der Adidas AG. Am 15. November 2019 wurde er zum Präsidenten des FC Bayern München gewählt und trat damit die Nachfolge von Uli Hoeneß an.

## Werdegang

### Beruf, Studium, Sport
Nach seinem Realschulabschluss absolvierte Hainer zunächst eine Lehre, ehe er die Hochschulreife auf dem zweiten Bildungsweg erwarb. Vor dem Studium der Betriebswirtschaftslehre an der Fachhochschule in Landshut arbeitete Hainer in der familieneigenen Metzgerei mit. Er schloss sein Studium als Diplom-Betriebswirt (FH) ab. Danach eröffnete er eine eigene Bar in seiner Heimatstadt.
Hainers Traum war es, Profifußballer zu werden. Er stürmte für den FC Ottering, dem einmal der Einzug in die erste Runde des DFB-Pokals gelang. Zur Saison 1978/79 wechselte er für zwei Jahre zum ETSV 09 Landshut, für den er am 5. August 1978 in der 1. DFB-Pokalrunde gegen Rot-Weiß Oberhausen antrat. Das Spiel gewann der Ex-Bundesligist 5:1 n. V. In dieser Saison erzielte Hainer 22 Tore. 13 weitere Treffer steuerte er, bereits beruflich eingespannt, in der Saison 1979/80 für die 09er bei.
Als Hainer erkannte, sein Profifußballer-Ziel nicht zu erreichen, wurde er im Jahre 1979 Marketing-Manager für Deutschland bei dem Konsumgüterkonzern Procter & Gamble. Im Jahre 1987 wechselte er zum Sportartikelhersteller Adidas Deutschland und durchlief mehrere verantwortungsvolle Positionen, ehe er im März 2001 zum Vorstandsvorsitzenden ernannt wurde.

### Management
Herbert Hainer war von 2001 bis 2016 Vorsitzender des aus vier Mitgliedern bestehenden Vorstandes der Adidas AG in Herzogenaurach, dem zweitgrößten Sportartikelhersteller der Welt mit 110 Tochtergesellschaften. Mit mehr als 55.000 Mitarbeitern weltweit erwirtschaftete der Konzern 2015 einen Umsatz von rund 16,9 Milliarden Euro. Bei Adidas begann er als Verkaufsleiter für Taschen, Schläger und Bälle. Über mehrere Zwischenstationen als Verkaufsleiter für Deutschland stieg er als Geschäftsführer 1997 in den Vorstand der Aktiengesellschaft auf. Unter Hainers Vorsitz wurde 2006 die US-amerikanische Sportmarke Reebok für 3,1 Milliarden Euro gekauft, die 2021 für 2,1 Milliarden Euro an einen Finanzinvestor weiterveräußert wurde. Vom 14. März 2014 bis zum 8. September 2014 war Hainer Aufsichtsratsvorsitzender der FC Bayern München AG, nachdem sein Freund, Uli Hoeneß, von seinem Posten zurückgetreten war.
Herbert Hainer war von 2017 bis 2024 Mitglied im Aufsichtsrat der Allianz SE. Bis 2011 war er auch im Aufsichtsrat der Firma Engelhorn sowie bis 2020 bei der Lufthansa. Bis 2021 war er zudem im Board der Unternehmensberatung Accenture.
Anfang 2016 wurde bekannt, dass Hainer zum 30. September 2016 sein Vorstandsmandat bei der Adidas AG vorzeitig niederlegen werde. Neuer Vorstandsvorsitzender wurde der scheidende Henkel-Chef Kasper Rorsted.

### Präsident des FC Bayern München
Am 29. August 2019 kündigte Uli Hoeneß an, dass er sich im November des Jahres nicht mehr zur Wahl des Präsidenten des FC Bayern München stellen werde. Der Verwaltungsbeirat des Clubs entschied nach eingehender Beratung einstimmig, den Mitgliedern des Vereins Herbert Hainer als Kandidat für das Amt des Präsidenten vorzuschlagen. Bei der Jahreshauptversammlung am 15. November 2019 wurde er von 6091 Stimmberechtigten bei 79 Gegenstimmen und 36 Enthaltungen zum neuen Präsidenten gewählt. Bei seiner Wiederwahl auf der Jahreshauptversammlung am 15. Oktober 2022 erhielt er von 1395 abstimmenden Mitgliedern 218 Gegenstimmen und 85 Enthaltungen.

### Familie
Hainer ist verwitwet und hat eine Tochter. Eine weitere Tochter starb 2006, seine Frau im August 2024.
Sein Bruder Walter Hainer war Fußballprofi beim TSV 1860 München, für den er als Libero drei Bundesliga-Spiele bestritt.

## Ehrungen
- 2003 Bambi-Preis im Bereich Wirtschaft
- 2005 Unternehmer des Jahres
- 2006 Image-Award
- 2008 Bundesverdienstkreuz am Bande
- 2010 Manager des Jahres (Manager-Magazin)
- 2011 Bayerischer Verdienstorden